# Ruppia filifolia
Ruppia filifolia là một loài thực vật có hoa trong họ Ruppiaceae. Loài này được (Phil.) Skottsb. miêu tả khoa học đầu tiên năm 1916.